# Perugia
Perugia, starożytna Peruzja – stolica Umbrii, rejonu administracyjnego środkowych Włoch. Miasto leży między Jeziorem Trazymeńskim a Tybrem, liczy około 150 000 mieszkańców.

## Historia
Peruzja była jednym z dwunastu miast ligi etruskiej. Pierwsze wzmianki o mieście pochodzą z okresu wojny między Etruskami a Republiką Rzymską w 310 p.n.e. lub 309 p.n.e.
Podczas walk w 216 p.n.e. i 205 p.n.e. w okresie drugiej wojny punickiej miasto stało po stronie Rzymu; później nie było wymieniane w dokumentach aż do roku 41 p.n.e., gdy uciekając przed Oktawianem Augustem schronił się w nim Lucjusz Antoniusz brat Marka Antoniusza, jednego z triumwirów. Po trwającym kilka miesięcy oblężeniu miasto zostało podpalone przez jednego z obrońców i doszczętnie spłonęło, jednak Oktawian August nakazał jego odbudowę.
Później znów słuch o mieście zaginął, aż do VI wieku naszej ery, gdy po długotrwałym oblężeniu dostało się w ręce Gotów Totili. Wzmianki o Perugii pojawiają się też w historii Longobardów (w 593 zdobyta przez Agilulfa), a w IX wieku miasto nadaniami Karola Wielkiego i Ludwika Pobożnego przeszło pod władzę papieży, stając się częścią Państwa Kościelnego. Przez długi czas Perugia utrzymywała względną niezależność tocząc wojny z sąsiednimi terytoriami: Foligno, Asyżem, Spoleto, Todi i innymi. W okresie walk gwelfów z gibelinami Perugia stała po stronie gwelfów.
Miasto było świadkiem kilku konklawe: wybierano tu papieżami Honoriusza II (1124), Honoriusza IV (1285), Celestyna V (1294) i Klemensa V (1305).
W 1308 w Perugii, na mocy bulli papieża Klemensa V powołano w mieście uniwersytet.
W czasach Cola di Rienzi miasto wysłało do niego swych przedstawicieli, aby złożyć mu wyrazy szacunku, odmówiło też dostarczenia papiestwu kontyngentu pieniężnego i wojskowego przeciw niemu.
W XV wieku władzę nad miastem przejęła rodzina Baglioni. Skończyło się to dla miasta i rodu Baglionich tragicznie – w wyniku ustawicznych zatargów z papiestwem dwóch członków rodu zostało zabitych, a miasto zdobyte i splądrowane przez wojska legata papieskiego w roku 1534. Sześć lat później rozpoczęto budowę górującej nad miastem cytadeli Rocca Paolina, mającej być przestrogą dla niesfornych mieszkańców.
W roku 1797 Perugia była zajęta przez wojska francuskie. W latach 1832, 1838 i 1854 nawiedzały ją trzęsienia ziemi. W maju 1849 została zajęta przez Austriaków, aż w końcu, w 1860 roku, została wraz z resztą Umbrii przyłączona do Piemontu.
Od Perugii wziął swój pseudonim artystyczny Perugino – Pietro Vanucci, malarz epoki włoskiego Renesansu, który w żył i pracował w tym mieście; współpracował z nim urodzony w Perugii Pinturicchio.
Ważne zabytkowe kościoły Perugii to: San Pietro z X wieku i San Domenico (którego budowę rozpoczęto w 1305). W świątyni tej znajduje się grobowiec papieża Benedykta XI.

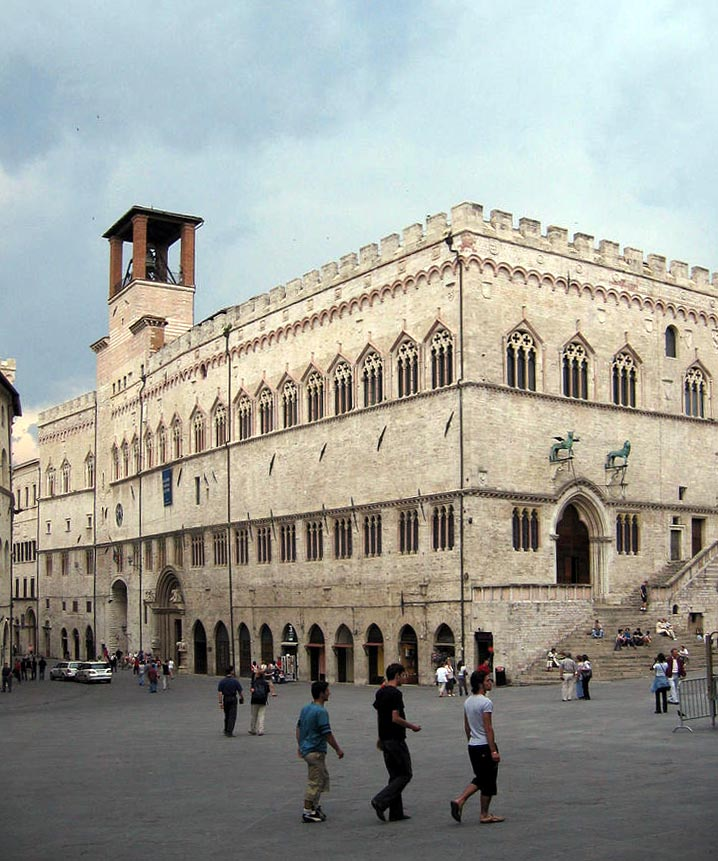
Palazzo dei Priori

## Zabytki
Wśród zachowanych zabytków Perugii wyróżnia się starożytna Brama Etruska. Z tej epoki pochodzi także Cippus Perusinus, kamień graniczny przechowywany w miejscowym muzeum.

## Transport
Główną stacją kolejową Perugii jest Perugia Fontivegge, własność Centostazioni.
Z dworca autobusowego, od 1 grudnia 2022 r., codziennie kursuje ITA Airways autobusem do i z Port lotniczy Rzym-Fiumicino, umożliwiając połączenie z węzłem lotniczym linii lotniczych.

## Sport
Miasto reprezentuje klub sportowy AC Perugia Calcio, grający na stadionie Renato Curi.

## Miasta partnerskie
- Francja: Aix-en-Provence
- Słowacja: Bratysława
- Stany Zjednoczone: Grand Rapids, Seattle
- Niemcy: Poczdam, Tybinga